# Obermodern-Zutzendorf
Pour les articles homonymes, voir Modern.
Obermodern-Zutzendorf est une commune française située dans la circonscription administrative du Bas-Rhin et, depuis le 1er janvier 2021, dans le territoire de la Collectivité européenne d'Alsace, en région Grand Est.
Cette commune se trouve dans la région historique et culturelle d'Alsace.
La commune, initialement dénommée Obermodern, s'est appelée Modern du 1er janvier 1974 au 17 avril 1983 à la suite de sa fusion-association avec le village de Zutzendorf, pour devenir finalement Obermodern-Zutzendorf.

## Géographie

### Localisation
La commune est à 3,6 km de Schalkendorf, 3,7 de Menchhoffen, 4,2 de Uttwiller et 5,7 de Val-de-Moder.

#### Le village disparu de Betbur
Bethebur ou Bettweiller se situait à 600 mètres au sud de Zutzendorf ; près de l'actuel cimetière. Le village est encore mentionné en XIIe siècle mais en 1293, il apparaît sous le nom d'Alt-Bethebur. À cette date, il n'est donc plus habité. Cependant son église subsiste toujours et, est utilisée par les habitants de Zutzendorf. Mais en 1454, Zutzendorf possède sa propre église. De plus la paroisse de Betbur qui est citée en 1371, n'apparaît plus en 1419. L'église de Bettweiller apparaît en tant que ruine sur la carte de Cassini datant du XVIIIe siècle. Le cimetière de Betbur est actuellement celui de Zutzendorf.

### Géologie et relief
Hydrogéologie et climatologie
Système d’information pour la gestion des eaux souterraines du bassin Rhin-Meuse]
Territoire communal : Occupation du sol (Corinne Land Cover); Cours d'eau (BD Carthage),
Géologie : Carte géologique; Coupes géologiques et techniques,
Hydrogéologie : Masses d'eau souterraine; BD Lisa; Cartes piézométriques.

### Sismicité
Commune située dans une zone 3 de sismicité modérée.
| Schillersdorf         | Uhrwiller             | Kindwiller                 |
| Menchhoffen Uttwiller | Obermodern-Zutzendorf | Pfaffenhoffen Schalkendorf |
| Bouxwiller            | Kirrwiller            | Buswiller Ringendorf       |

### Hydrographie

#### Réseau hydrographique
La commune est dans le bassin versant du Rhin au sein du bassin Rhin-Meuse. Elle est drainée par la Moder, le ruisseau le Soultzbach, le ruisseau le Tiermatt et le ruisseau le Wappachgraben,,.
La Moder, d'une longueur de 82 km, prend sa source dans la commune de Zittersheim et se jette  dans le Rhin en rive gauche à Beinheim, après avoir traversé 29 communes. Les caractéristiques hydrologiques de la Moder sont données par la station hydrologique située sur la commune. Le débit moyen mensuel est de 1,16 m3/s. Le débit moyen journalier maximum est de 8,86 m3/s, atteint lors de la crue du 18 mai 2024. Le débit instantané maximal est quant à lui de 12,1 m3/s, atteint le 5 mars 2020.

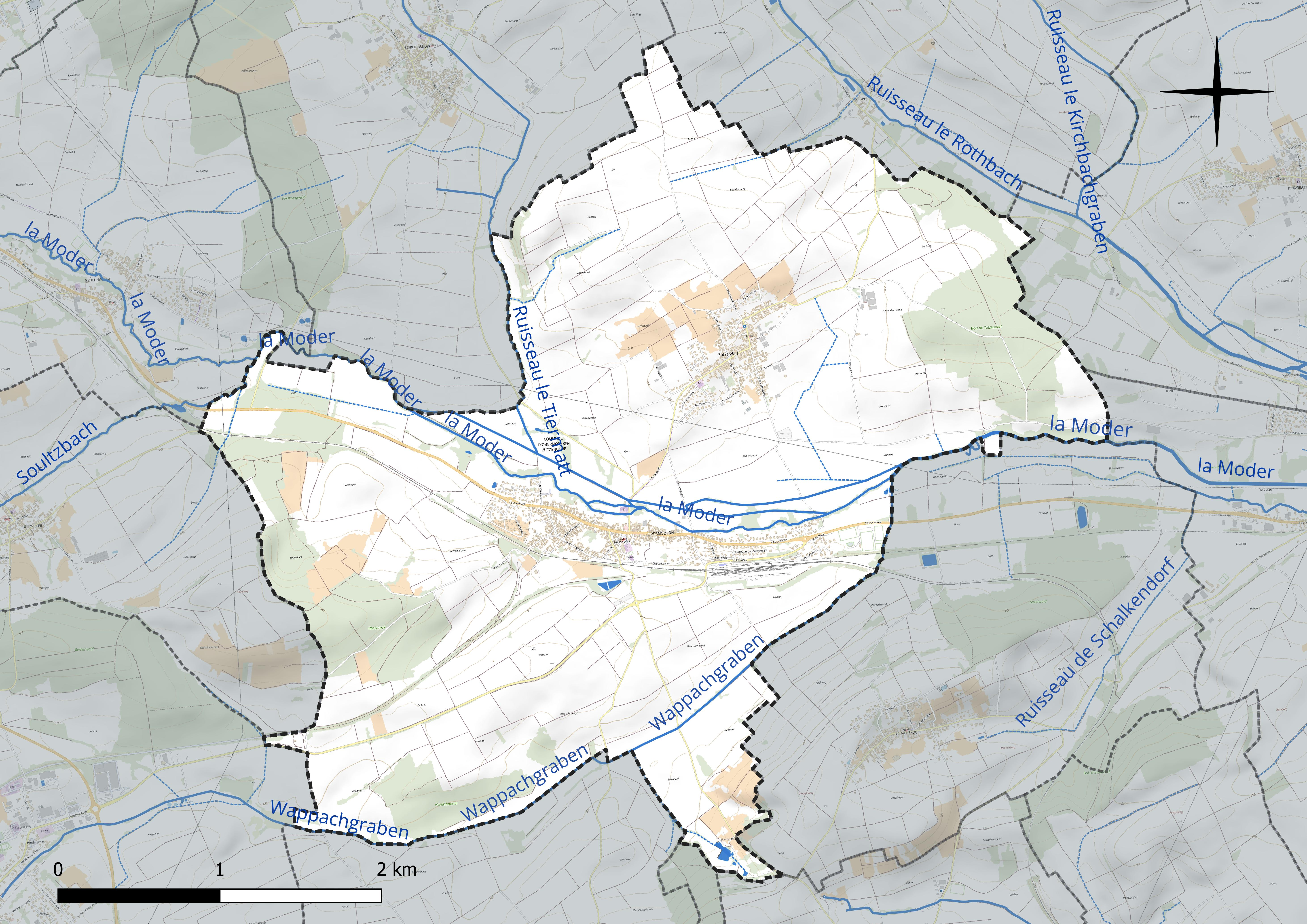
Réseau hydrographique d'Obermodern-Zutzendorf.

#### Gestion et qualité des eaux
Le territoire communal est couvert par le schéma d'aménagement et de gestion des eaux (SAGE) « Moder ». Ce document de planification concerne le bassin versant de la Moder dont le territoire s'étend sur 1 720 km2. Le périmètre a été arrêté le 25 janvier 2006. La commission locale de l'eau a été créée le 12 juillet 2007, puis modifiée le 14 décembre 2021. La structure porteuse de l'élaboration et de la mise en œuvre est le Syndicat des eaux et de l’assainissement Alsace-Moselle (SDEA). 
La qualité des cours d’eau peut être consultée sur un site dédié géré par les agences de l’eau et l’Agence française pour la biodiversité. 

### Climat
Pour des articles plus généraux, voir Climat du Grand Est et Climat du Bas-Rhin.
En 2010, le climat de la commune est de type climat des marges montargnardes, selon une étude du Centre national de la recherche scientifique s'appuyant sur une série de données couvrant la période 1971-2000. En 2020, Météo-France publie une typologie des climats de la France métropolitaine dans laquelle la commune est exposée à un climat semi-continental et est dans la région climatique  Vosges, caractérisée par une pluviométrie très élevée (1 500 à 2 000 mm/an) en toutes saisons et un hiver rude (moins de 1 °C). 
Pour la période 1971-2000, la température annuelle moyenne est de 10,4 °C, avec une amplitude thermique annuelle de 17,7 °C. Le cumul annuel moyen de précipitations est de 821 mm, avec 10,2 jours de précipitations en janvier et 10 jours en juillet. Pour la période 1991-2020, la température moyenne annuelle observée sur la station météorologique de Météo-France la plus proche, « Uhrwiller_sapc », sur la commune de Uhrwiller à 5 km à vol d'oiseau, est de 10,9 °C et le cumul annuel moyen de précipitations est de 740,0 mm. 
La température maximale relevée sur cette station est de 38,7 °C, atteinte le 7 août 2015 ; la température minimale est de −18 °C, atteinte le 20 décembre 2009,,. 
Les paramètres climatiques de la commune ont été estimés pour le milieu du siècle (2041-2070) selon différents scénarios d'émission de gaz à effet de serre à partir des nouvelles projections climatiques de référence DRIAS-2020. Ils sont consultables sur un site dédié publié par Météo-France en novembre 2022.

## Urbanisme

### Typologie
Au 1er janvier 2024, Obermodern-Zutzendorf est catégorisée bourg rural, selon la nouvelle grille communale de densité à sept niveaux définie par l'Insee en 2022.
Elle est située hors unité urbaine. Par ailleurs la commune fait partie de l'aire d'attraction de Strasbourg (partie française), dont elle est une commune de la couronne,. Cette aire, qui regroupe 268 communes, est catégorisée dans les aires de 700 000 habitants ou plus (hors Paris),.

### Occupation des sols
L'occupation des sols de la commune, telle qu'elle ressort de la base de données européenne d’occupation biophysique des sols Corine Land Cover (CLC), est marquée par l'importance des territoires agricoles (81,2 % en 2018), en diminution par rapport à 1990 (82,4 %). La répartition détaillée en 2018 est la suivante : terres arables (69,8 %), forêts (12,7 %), zones urbanisées (6,1 %), prairies (5,6 %), cultures permanentes (4,7 %), zones agricoles hétérogènes (1 %). L'évolution de l’occupation des sols de la commune et de ses infrastructures peut être observée sur les différentes représentations cartographiques du territoire : la carte de Cassini (XVIIIe siècle), la carte d'état-major (1820-1866) et les cartes ou photos aériennes de l'IGN pour la période actuelle (1950 à aujourd'hui).

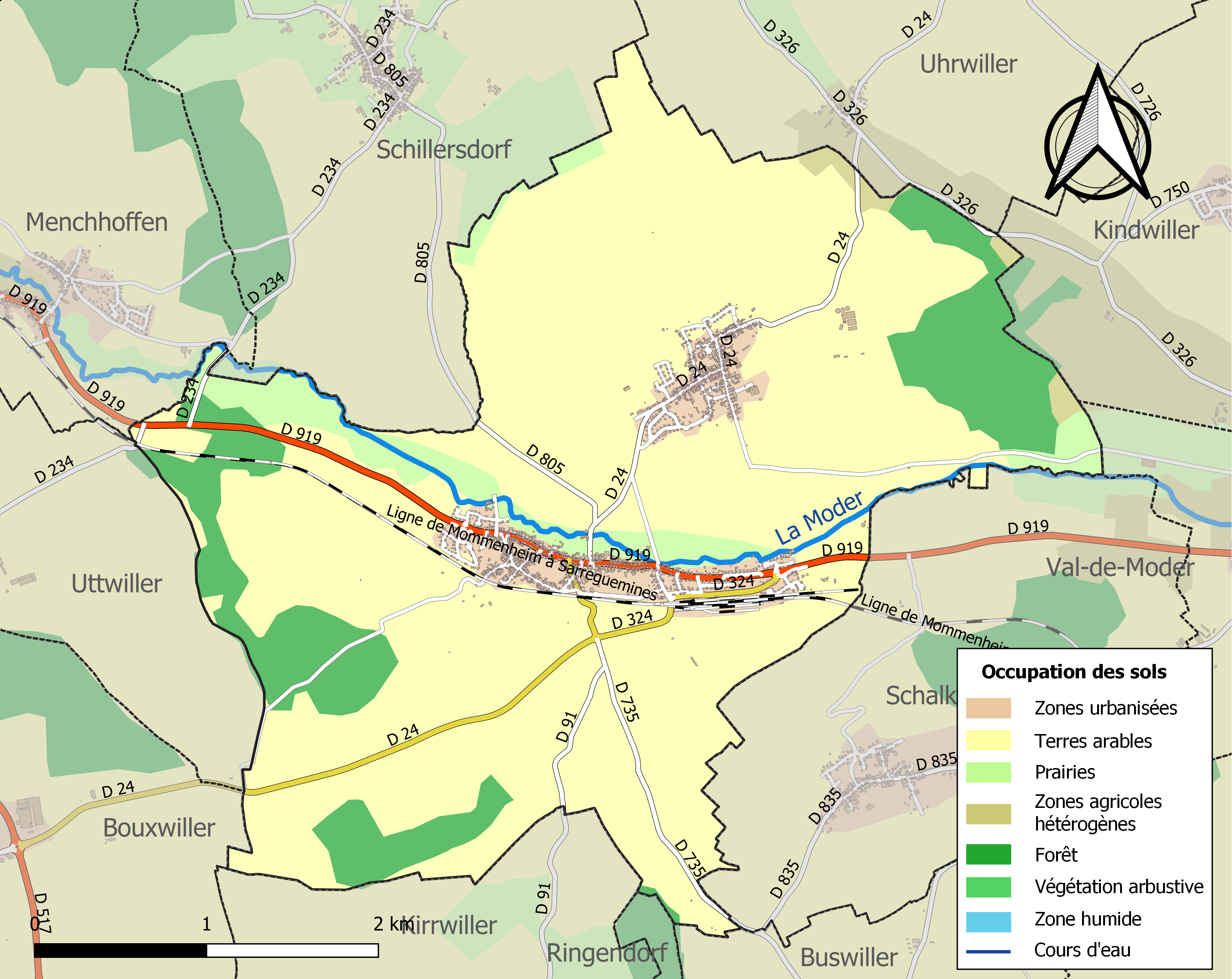
Carte des infrastructures et de l'occupation des sols de la commune en 2018 (CLC).

### Voies de communications et transports

#### Voies routières
- Autoroute A4, aussi appelée autoroute de l’Est. Échangeurs Hochfelden, Saverne, Vendenheim.
- Autoroute A340 : Sorties Brumath - Mommenheim, Haguenau, Wahlenheim.
- Autoroute A35, aussi appelée autoroute des cigognes ou l'Alsacienne.

#### Transports en commun

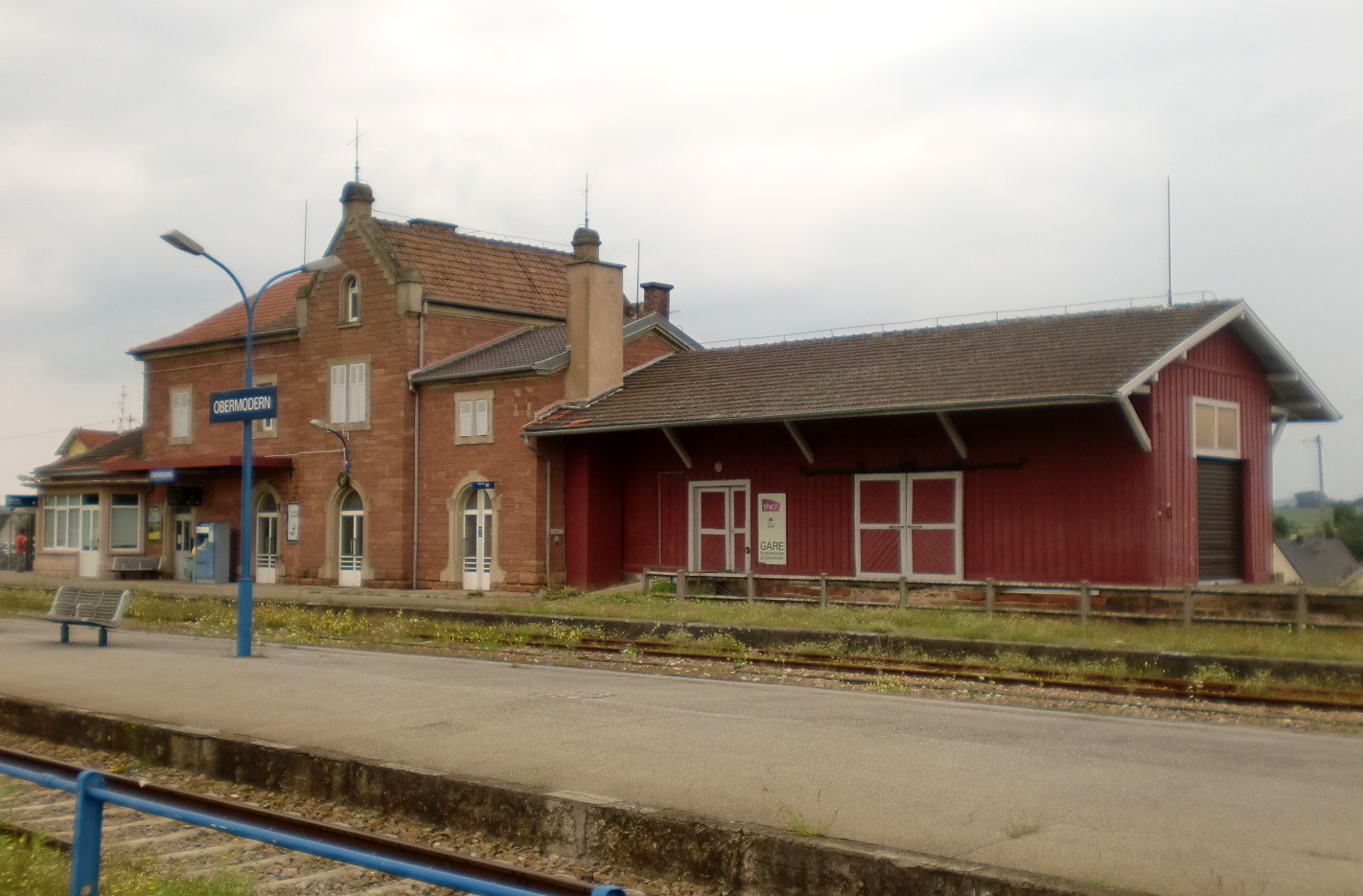
Gare d'Obermodern.

- Fluo Grand Est.
- Transports en Alsace.

#### Lignes SNCF
- Gare d'Obermodern
- Gare d'Ingwiller
- Gare de Hochfelden
- Gare de Mertzwiller
- Gare de Gundershoffen

## Histoire
Les premiers vestiges d’Obermodern remontent à 773, l'histoire de la commune est étroitement liée à “La Moder” et au fief des Seigneurs de Hanau Lichtenberg à partir de 1273.
Obermodern subit la Guerre de Trente Ans de plein fouet. Le registre paroissial indique qu'il n'y eut aucun mariage célébré dans le village de 1637 à 1654 car plus personne n'y habitait, soit à cause de la peste, soit d'être mort de faim, soit d'être parti à la guerre ou ailleurs.

### Obermodern et Zutzendorf en 1702
Obermodern est un lieu situé sur le bord de la rivière de Moder avec une église située sur une petite hauteur, son clocher est voûté, son cimetière est renfermé d'une muraille haute de 5 à 6 pieds et ébréchée.
Zutzendorf est un lieu situé sur une hauteur dont l'église est sur une petite éminence, le clocher est voûté et son cimetière est renfermé d'une vieille muraille haute de 3 à 4 pieds avec quelques brèches.

## Politique et administration
| Période                                  | Période                    | Identité          | Étiquette | Qualité        |
| ---------------------------------------- | -------------------------- | ----------------- | --------- | -------------- |
| Les données manquantes sont à compléter. |                            |                   |           |                |
| 1909                                     | 1910                       | Georges Meyer     |           |                |
| 1911                                     | 1919                       | Michel Reiss      |           |                |
| 1919                                     | 1921                       | Charles Blaesius  |           |                |
| 1921                                     | 1926                       | Jacques Schmitt   |           |                |
| 1926                                     | 1940                       | Jacques Fink      |           |                |
| 1941                                     | 1944                       | Georges de Muth   |           |                |
| 1944                                     | 1945                       | Jacques Schweyer  |           |                |
| 1945                                     | 1959?                      | Georges Schultz   |           |                |
| mars 1983                                | mars 2001                  | Charles Haeussler |           | Chef-comptable |
| mars 2001                                | mars 2008                  | Georges Leonhart  |           |                |
| mars 2008                                | En cours (au 04 mars 2025) | Helmut Stegner    |           |                |

### Budget et fiscalité 2022

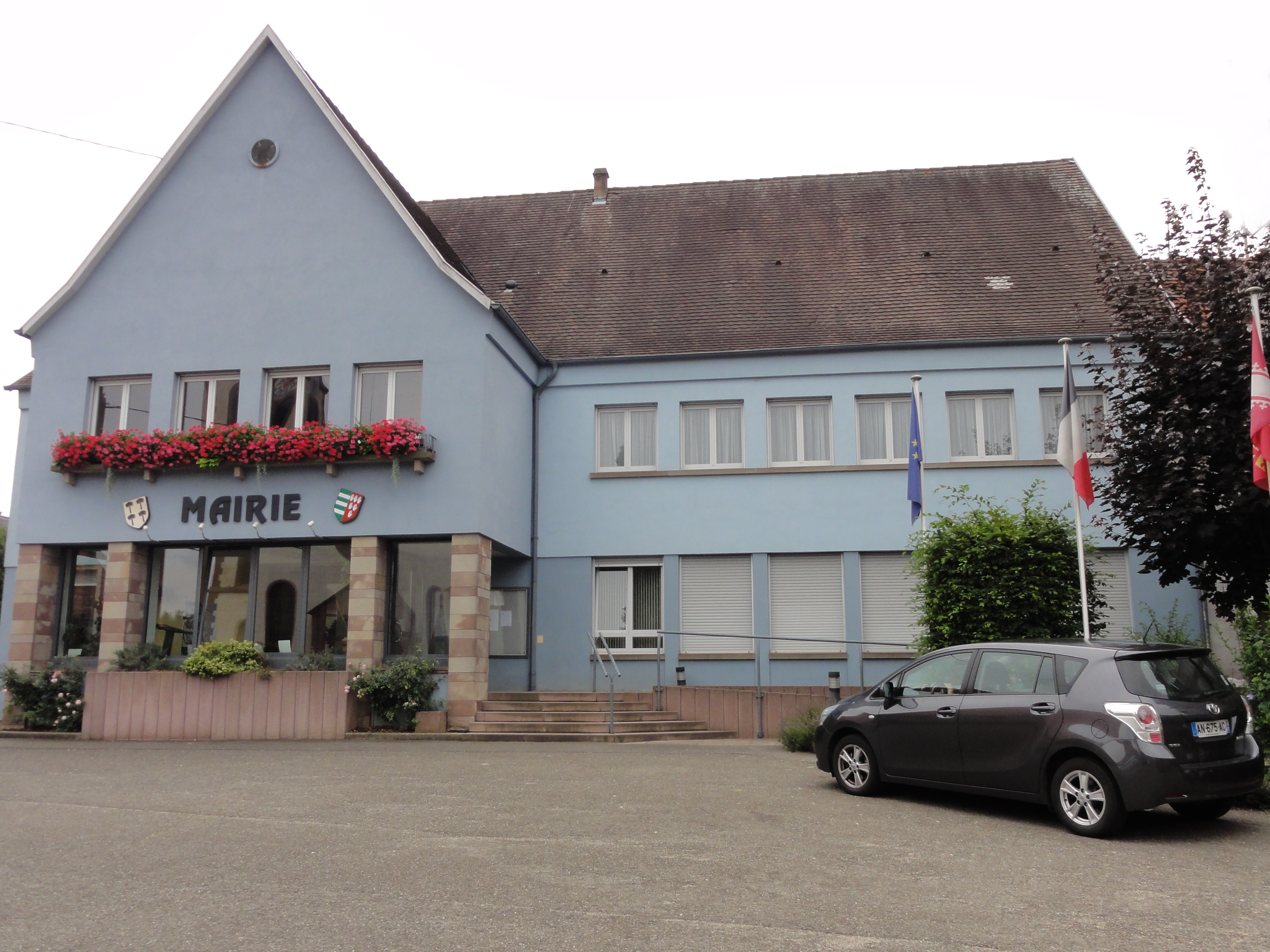
La mairie d'Obermodern-Zutzendorf.

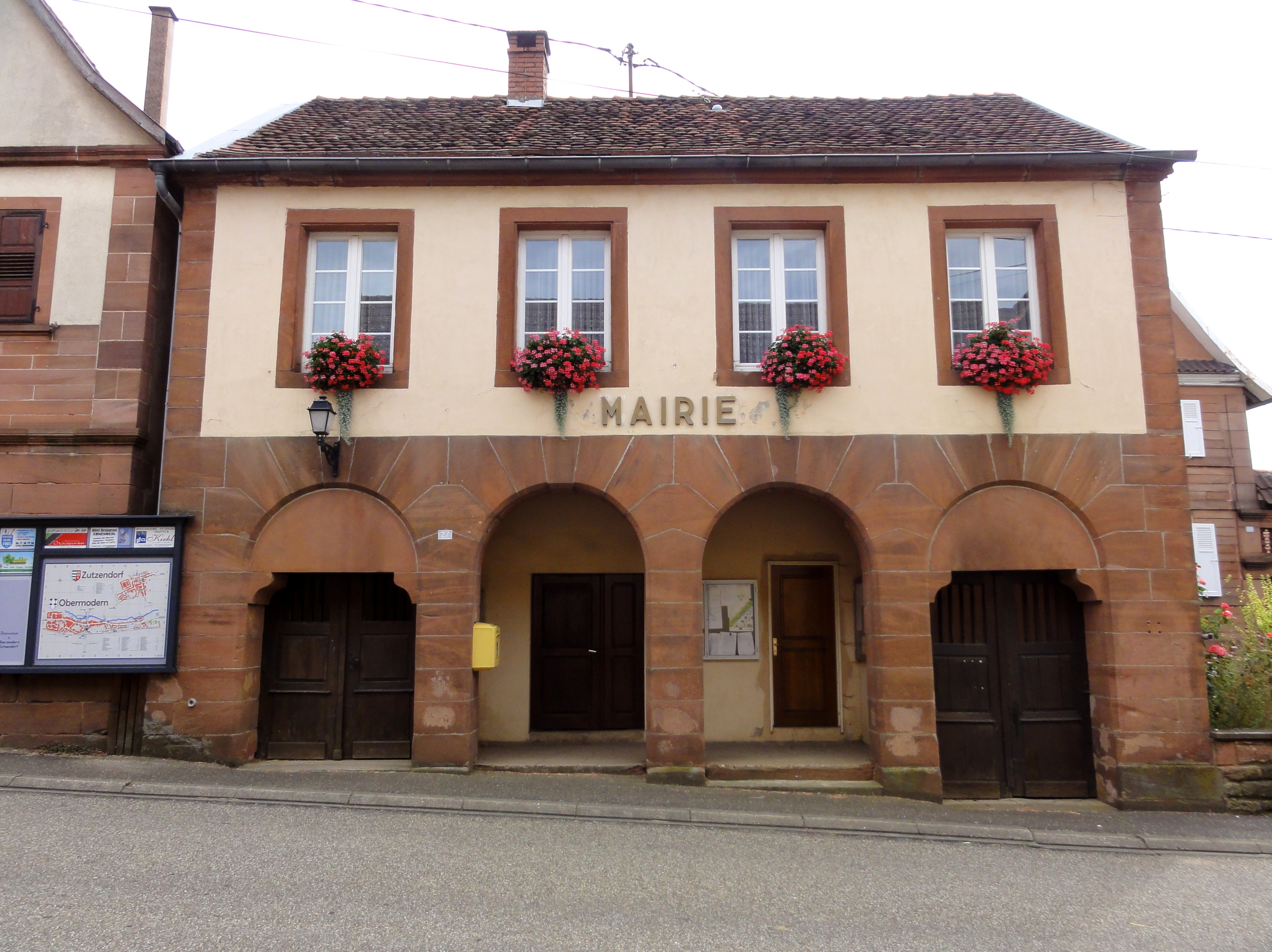
L'ancienne mairie de Zutzendorf (XIXe siècle).

En 2022, le budget de la commune était constitué ainsi :
- total des produits de fonctionnement : 931 000 €, soit 545 € par habitant ;
- total des charges de fonctionnement : 668 000 €, soit 391 € par habitant ;
- total des ressources d'investissement : 85 000 €, soit 50 € par habitant ;
- total des emplois d'investissement : 284 000 €, soit 167 € par habitant ;
- endettement : 1 848 000 €, soit 1 083 € par habitant.

Avec les taux de fiscalité suivants :
- taxe d'habitation : 12,28 % ;
- taxe foncière sur les propriétés bâties : 28,92 % ;
- taxe foncière sur les propriétés non bâties : 65,41 % ;
- taxe additionnelle à la taxe foncière sur les propriétés non bâties : 0,00 % ;
- cotisation foncière des entreprises : 0,00 %.

Chiffres clés Revenus et pauvreté des ménages en 2020 : médiane en 2020 du revenu disponible, par unité de consommation : 25 940 €.

## Population et société

### Démographie
L'évolution du nombre d'habitants est connue à travers les recensements de la population effectués dans la commune depuis 1793. Pour les communes de moins de 10 000 habitants, une enquête de recensement portant sur toute la population est réalisée tous les cinq ans, les populations de référence des années intermédiaires étant quant à elles estimées par interpolation ou extrapolation. Pour la commune, le premier recensement exhaustif entrant dans le cadre du nouveau dispositif a été réalisé en 2006.

En 2022, la commune comptait 1 767 habitants, en évolution de +5,43 % par rapport à 2016 (Bas-Rhin : +3,17 %, France hors Mayotte : +2,11 %).
| 1793 | 1800 | 1806 | 1821 | 1831  | 1836  | 1841 | 1846 | 1851 |
| ---- | ---- | ---- | ---- | ----- | ----- | ---- | ---- | ---- |
| 719  | 715  | 751  | 882  | 1 034 | 1 004 | 919  | 934  | 931  |

| 1856 | 1861 | 1866 | 1871 | 1875 | 1880 | 1885 | 1890 | 1895  |
| ---- | ---- | ---- | ---- | ---- | ---- | ---- | ---- | ----- |
| 880  | 893  | 927  | 940  | 898  | 932  | 925  | 906  | 1 057 |

| 1900  | 1905  | 1910  | 1921 | 1926 | 1931 | 1936 | 1946  | 1954  |
| ----- | ----- | ----- | ---- | ---- | ---- | ---- | ----- | ----- |
| 1 161 | 1 133 | 1 061 | 916  | 969  | 941  | 914  | 1 002 | 1 054 |

| 1962  | 1968  | 1975  | 1982  | 1990  | 1999  | 2006  | 2011  | 2016  |
| ----- | ----- | ----- | ----- | ----- | ----- | ----- | ----- | ----- |
| 1 002 | 1 038 | 1 464 | 1 481 | 1 395 | 1 436 | 1 526 | 1 681 | 1 676 |

| 2021  | 2022  | - | - | - | - | - | - | - |
| ----- | ----- | - | - | - | - | - | - | - |
| 1 740 | 1 767 | - | - | - | - | - | - | - |

### Enseignement
Établissements d'enseignements :
- Écoles maternelles[33] et primaires[34],[35].
- Collèges à Bouxwiller, Val-de-Moder, Ingwiller, Hochfelden, Dettwiller.
- Lycées à Bouxwiller, Haguenau, Saverne.

### Santé
Professionnels et établissements de santé :
- Médecins à Ingwiller, Pfaffenhoffen, La Walck, Offwiller, Alteckendorf.
- Pharmacies à Ingwiller, La Walck, Pfaffenhoffen, Hochfelden, Neuwiller-lès-Saverne, Mertzwiller.
- Hôpitaux à Ingwiller, Niederbronn-les-Bains, Saverne, Brumath, Haguenau.

### Cultes
- Culte protestant[37].
- Culte catholique[38]

## Économie

### Entreprises et commerces

#### Agriculture
- Culture de céréales, de légumineuses et de graines oléagineuses.
- Culture et élevage associés.
- Autres cultures non permanentes
- Élevage de vaches laitières.
- Élevage d'autres animaux.
- Reproduction de plantes.

#### Tourisme
- Hébergements et restauration à Obermodern, Zutzendorf, Shalkendorf, Schillersdorf.

#### Commerces
- Commerces et services de proximité.

## Culture locale et patrimoine

### Lieux et monuments
- L'église protestante d'Obermodern est partiellement inscrite aux monuments historiques pour les niveaux gothiques de la tour-chœur et les peintures murales[39]

Orgue de tribune,,.
Chaire pastorale.
Mobilier.
Cloche de 1753
- L'église protestante (XIIIe-XVIIIe), rue de Hanau-Lichtenberg[46].
- Presbytère protestant[47]
- Patrimoine architectural rural recensé par le service régional de l'Inventaire général du patrimoine culturel[48] :

La commune abrite plusieurs maisons à colombage de style « Schini », du nom de la famille de charpentiers d'origine suisse installés dans le village de Zutzendorf.
Moulin, ferme
* dit Blaesmuehle ou moulin du bas.
* dit Dorfmuehle ou moulin du milieu.
* dit Obermuehle ou moulin du haut.
Maison aux dîmes, ferme.
Corps de garde, remise de matériel d'incendie
Maisons et Fermes,,,,,,,,,,,,,,,,,,,,,,,,,,,,,,,,,,,,,,,,,,.
- Le musée alsacien de Strasbourg conserve une série de meubles ou d'objets en provenance d'Obermodern ou de Zutzendorf[98].
- Cimetière[99].
- Monument aux morts[100] : Conflits commémorés : Guerres 1914-1918 - 1939-1945[101].

### Galerie

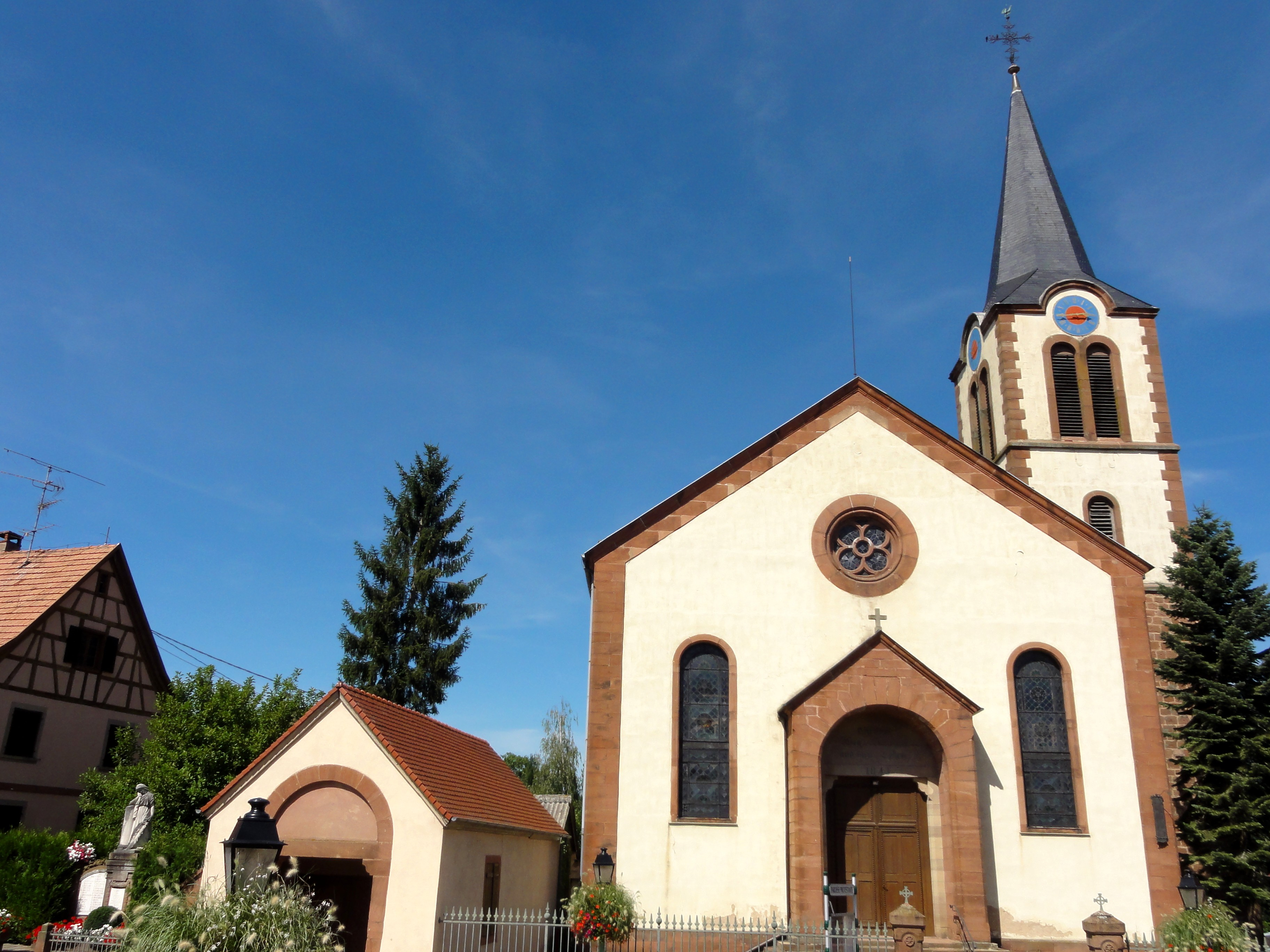
L'église protestante, partiellement inscrite aux MH[39].
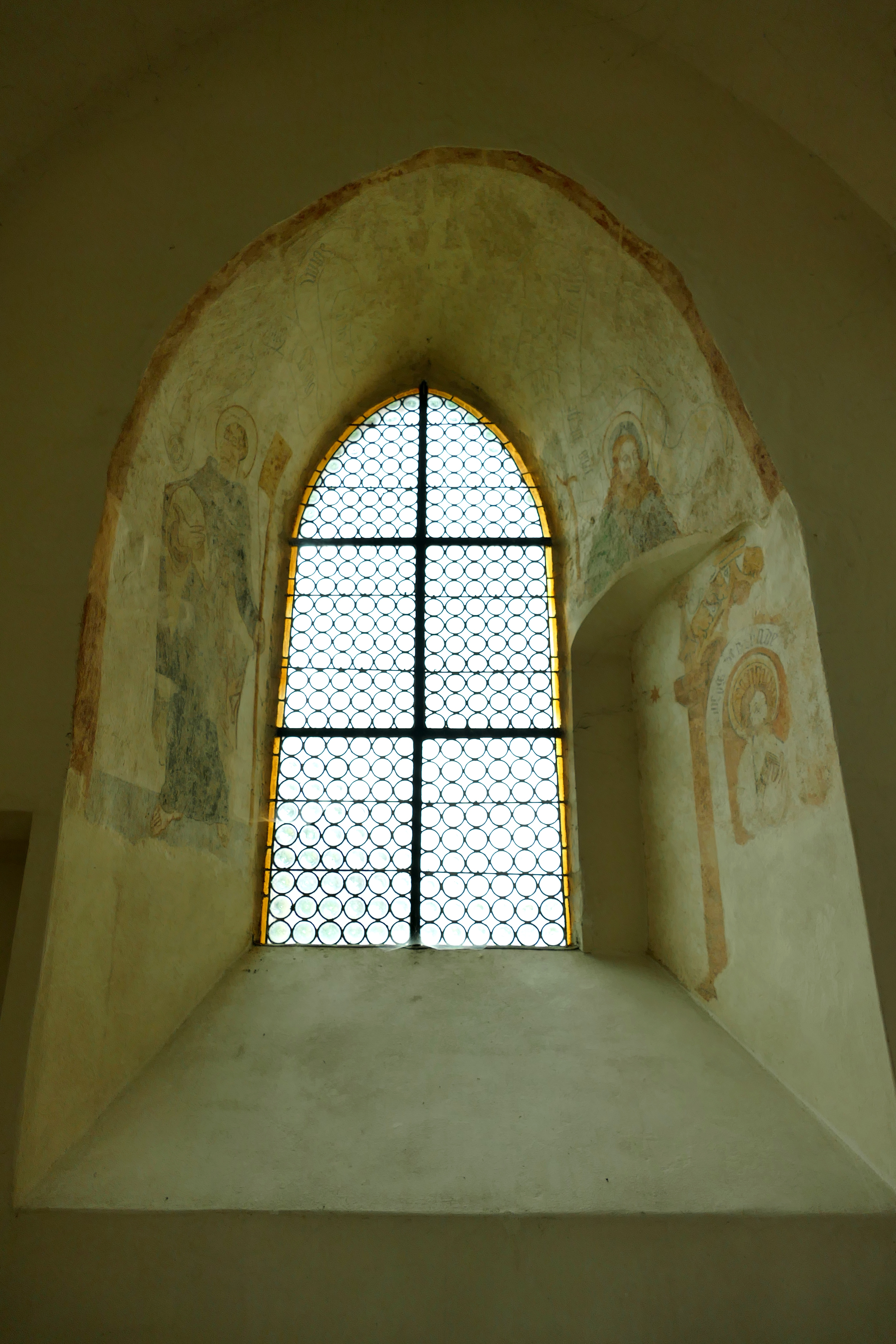
Peintures murales.
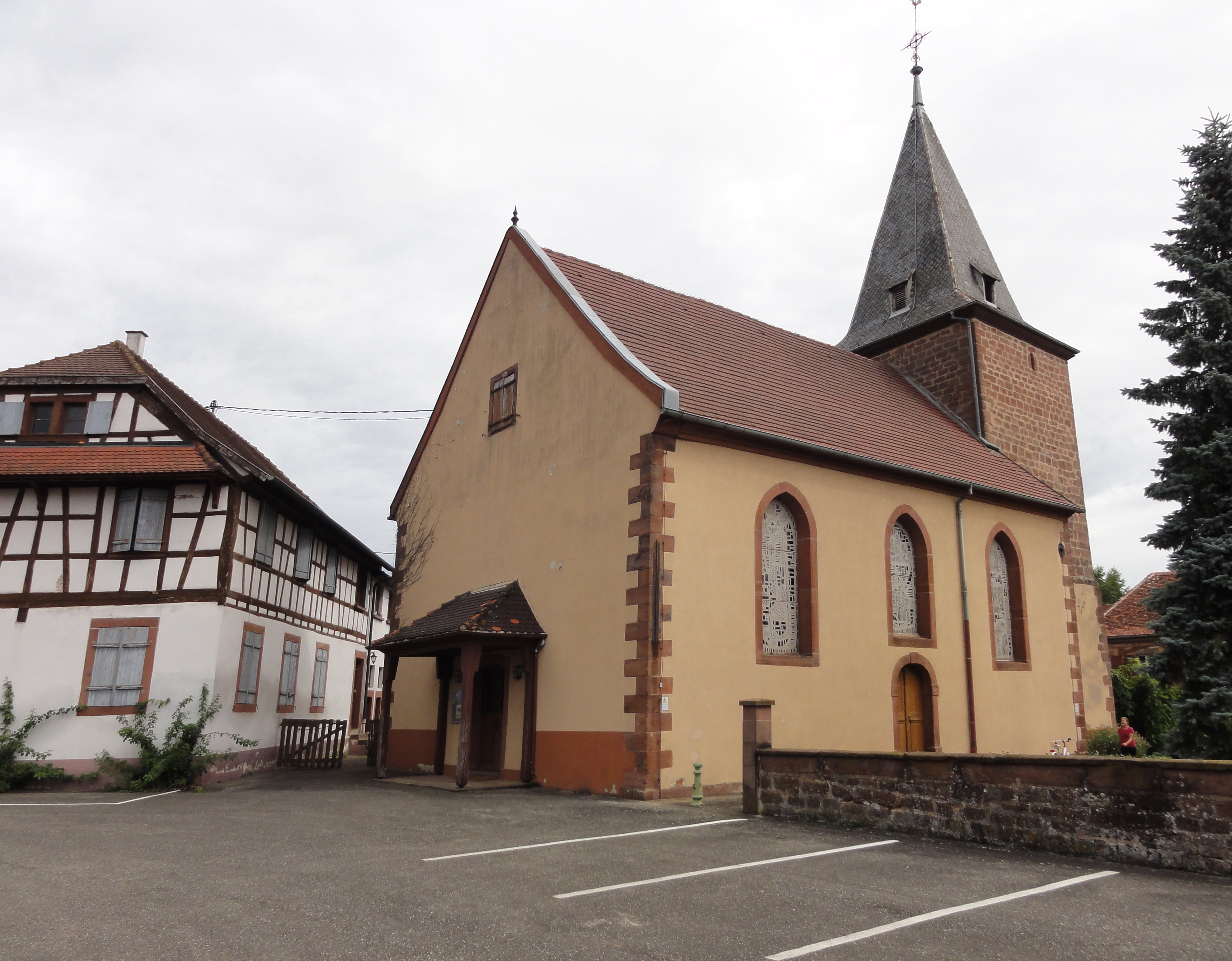
L'église protestante (XIIIe-XVIIIe), de Zutzendorf, rue de Hanau-Lichtenberg.
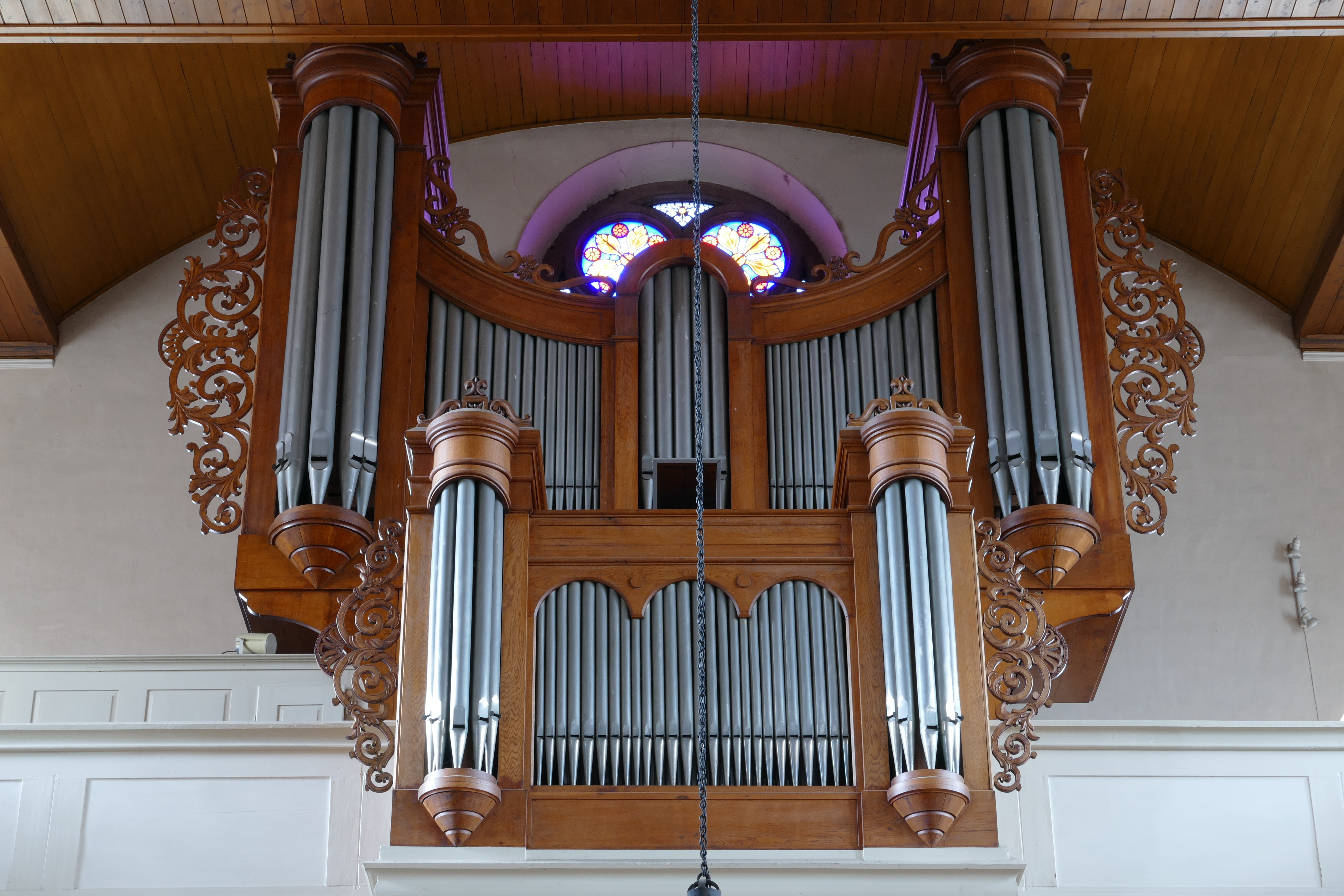
Orgue construit en 1857 par Stiehr-Mockers, entretenu par Louis Mockers entre 1885 et 1907 et restauré en 1997 par Gaston Kern[102].
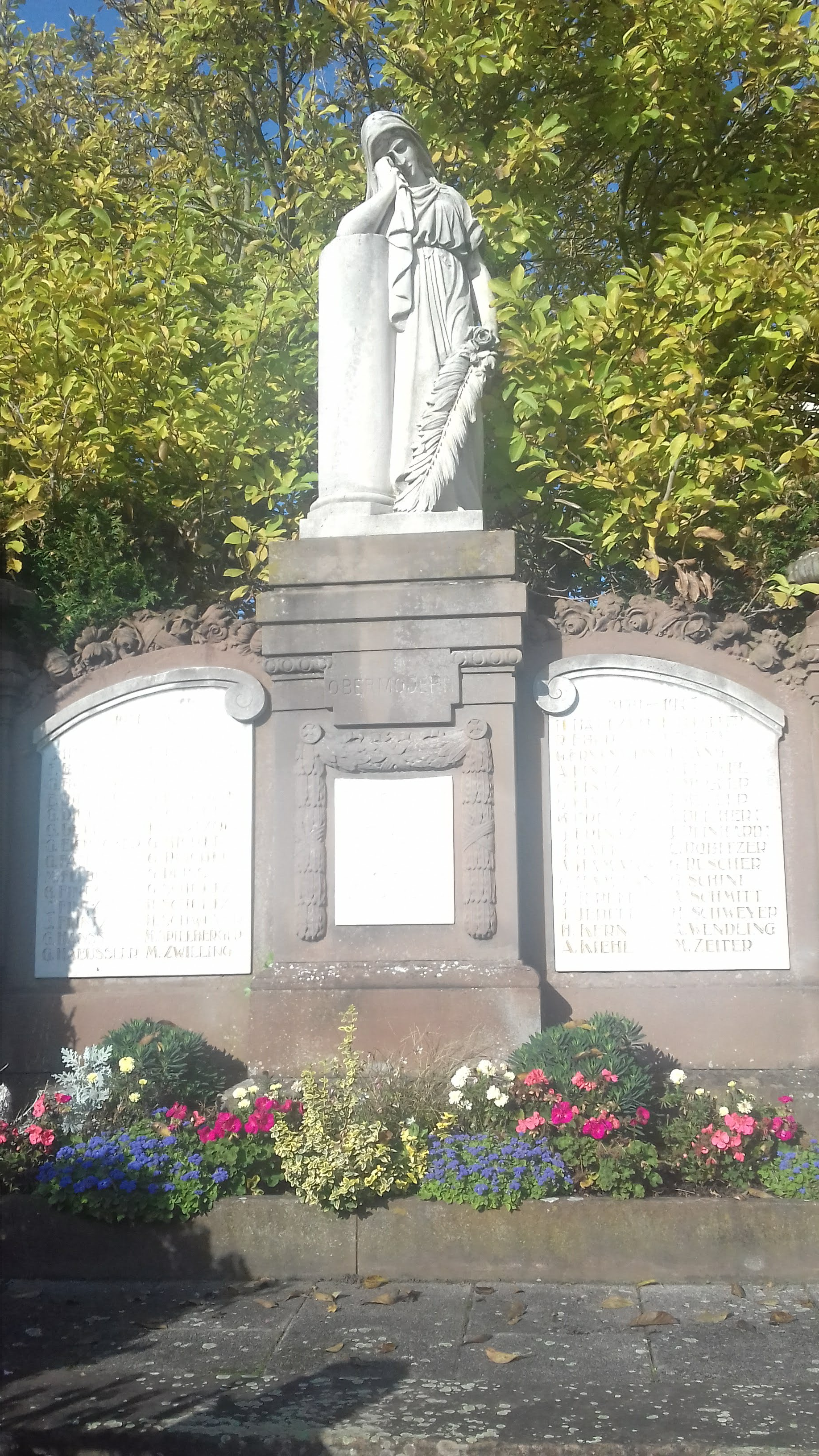
Le monument aux morts 1914-1918 et 1939-1945 d'Obermodern.
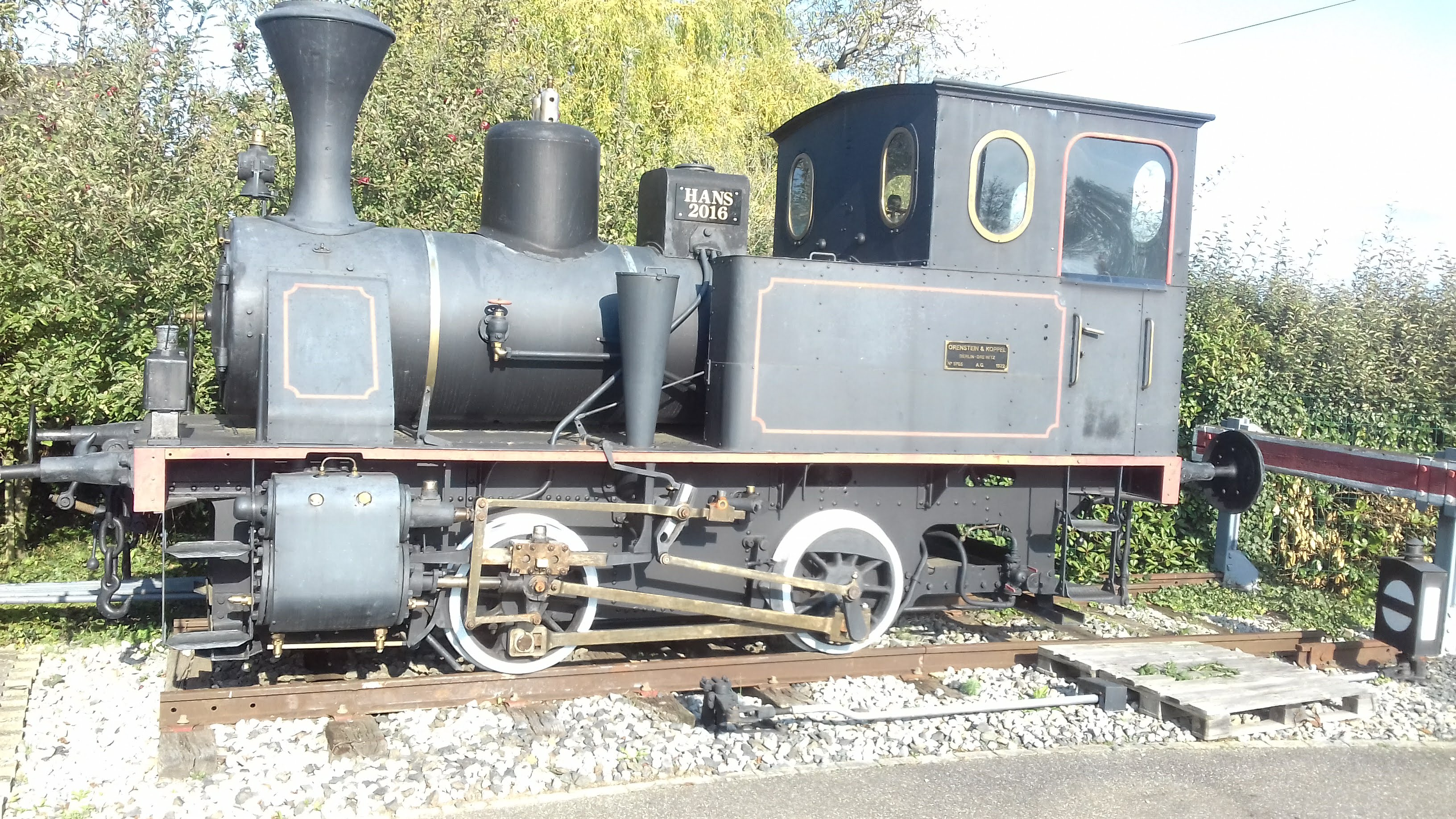
Une locomotive à vapeur à Obermodern.

Mobilier polychrome.
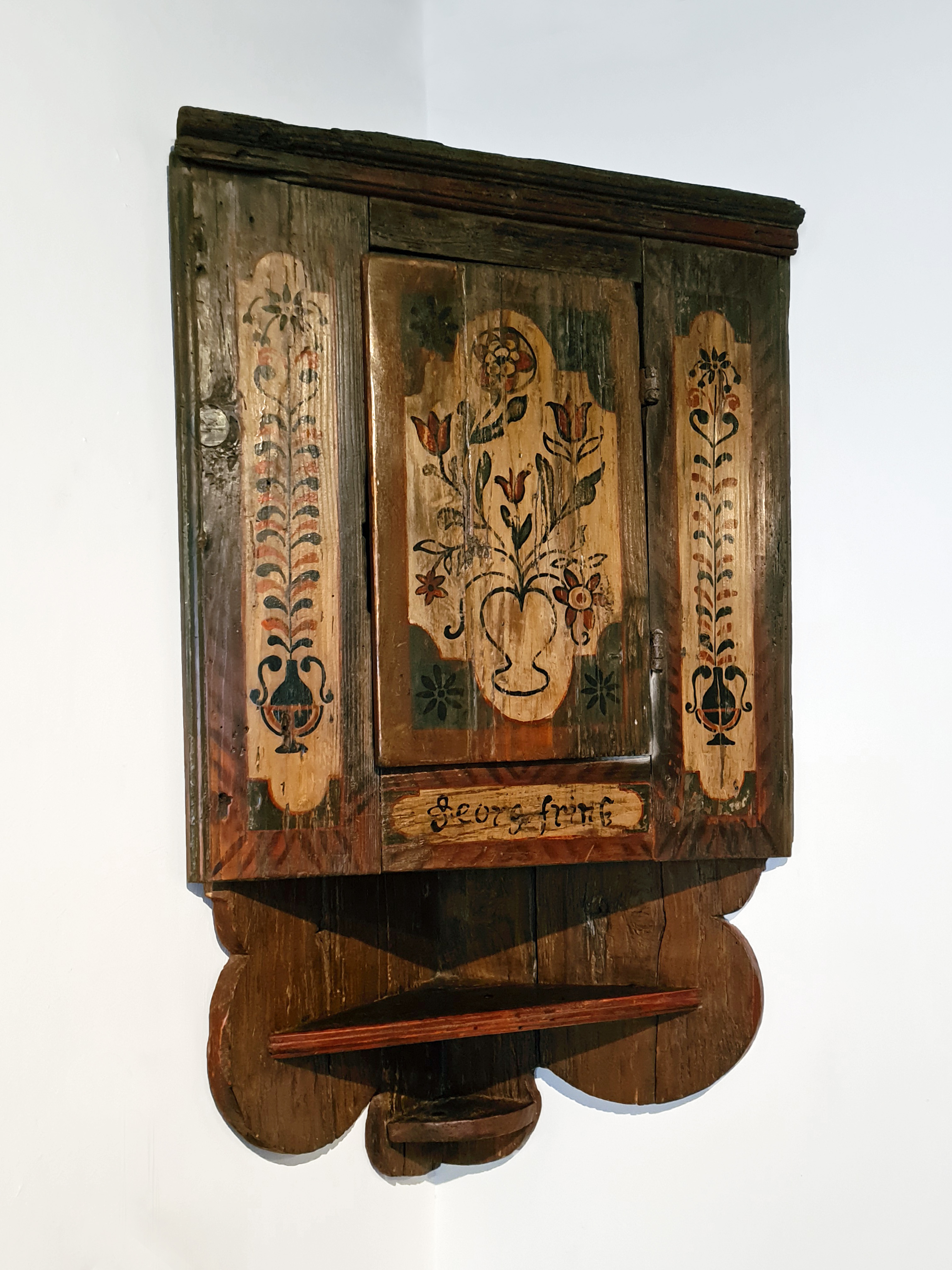
Petite encoignure (Zutzendorf, 1725)
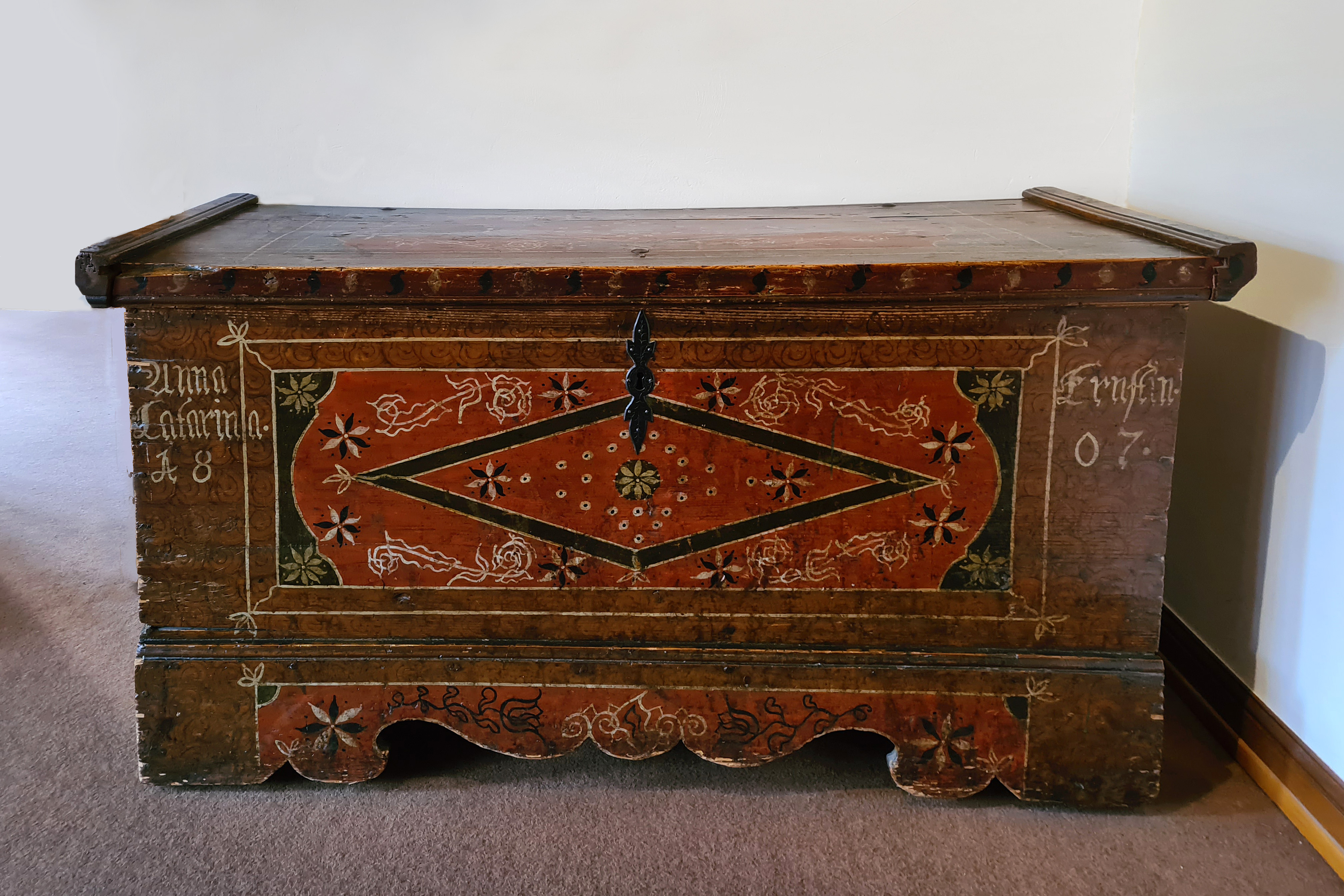
Coffre de mariage (Obermodern, 1807).
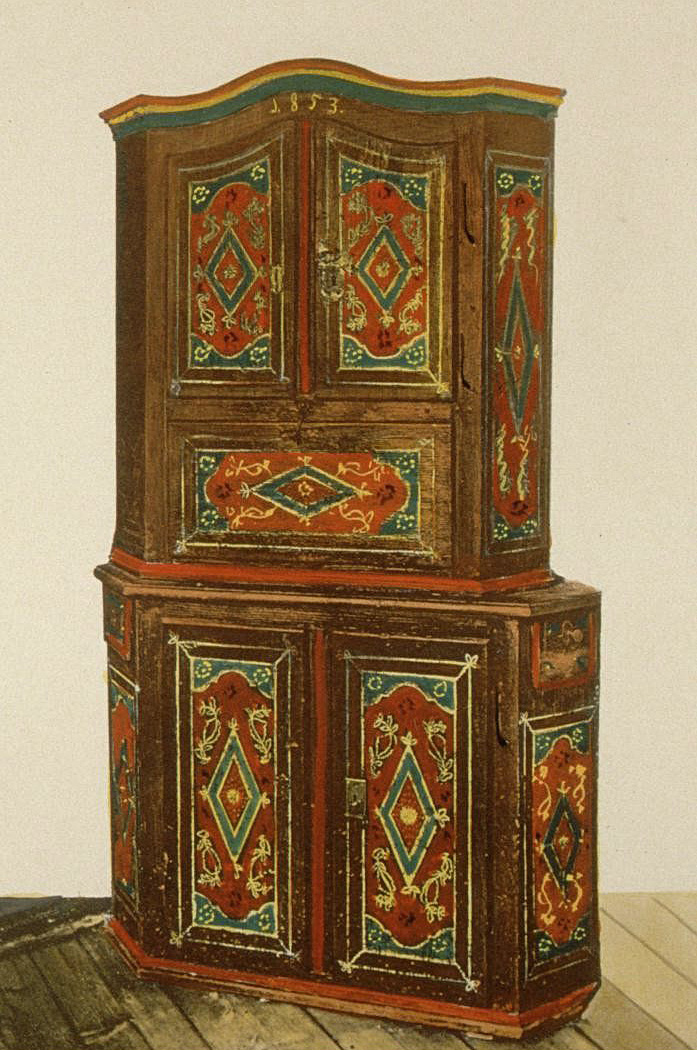
Buffet de coin (Obermodern, 1813).

### Personnalités liées à la commune
- Bernard Vogler (1935–2020), historien, professeur d'université émérite, né à Obermodern.
- Georges Jean Kieffer (1912-1946), dit « le géant d'Obermodern », qui mesurait 2,42 m avec une pointure de chaussure qui dépassait le 60[103].

### Héraldique
| Blason de Obermodern-Zutzendorf | Blason  | D'argent aux quatre maillets de sable, ordonnés 2 et 2. |
| Blason de Obermodern-Zutzendorf | Détails |                                                         |

| Blason de Zutzendorf | Blason  | Parti au premier de sinople à trois fasces d'argent ; au deuxième de gueules à six mains hautes appaumées d'argent, trois, deux et une. |
| Blason de Zutzendorf | Détails | Blason à partir de 1961. |